# Eliteserien i bandy 1996/1997
Eliteserien i bandy 1996/1997 vanns av Stabæk IF, som efter slutspelet även vann det norska mästerskapet i bandy, genom att i finalmatchen den 9 mars 1997 besegra Røa IL med 11-2. Om två lag i serien hamnade på samma poäng avgjorde inbördes möten tabellplacering. Lag 1-4 i serien gick vidare till slutspelet, lag 5-6 säkrade nytt kontrakt, lag 7 fick kvala och lag 8 flyttades ner till 1. Divisjon.

## Seriespelet
| Nr | Lag          | S  | V  | O | F  | +/-      | P  |
| -- | ------------ | -- | -- | - | -- | -------- | -- |
| 1  | Stabæk IF    | 21 | 20 | 0 | 1  | 175 - 49 | 40 |
| 2  | Røa IL       | 21 | 15 | 1 | 5  | 146 - 58 | 31 |
| 3  | Solberg SK   | 21 | 15 | 0 | 6  | 156 - 72 | 30 |
| 4  | Mjøndalen IF | 21 | 6  | 1 | 7  | 66 - 69  | 23 |
| 5  | IF Ready     | 21 | 5  | 0 | 9  | 44 - 97  | 10 |
| 6  | Ullevål IL   | 21 | 4  | 1 | 9  | 46 - 82  | 9  |
| 7  | SB Drafn     | 21 | 4  | 1 | 9  | 41 -92   | 9  |
| 8  | Frem 31      | 21 | 1  | 0 | 13 | 24 - 94  | 2  |

## Slutspel

### Semifinalmatcher
- Stabæk IF-Mjøndalen IF 5-1
- Mjøndalen IF-Stabæk IF 3-6

- Røa IL-Solberg SK 7-5
- Solberg SK-Røa IL 6-7

### Finalmatch
- 9 mars 1997: Stabæk IF-Røa IL 11-2

Stabæk IF norska mästare i bandy för herrar säsongen 1996/1997.